# Stäubli Electrical Connectors
Die Stäubli Electrical Connectors AG (ehemals Multi-Contact AG) mit Sitz in Allschwil ist ein international tätiger Steckverbinder-Hersteller.

## Tätigkeitsgebiet
Die von Stäubli Electrical Connectors entwickelte, produzierte und vertriebene Multi-Contact Produktelinien umfasst Steckverbinder auf Basis der speziellen MC Kontaktlamellentechnik, von Miniatursteckverbindern bis zu Hochstrom-Steckverbindern zur Energieübertragung einiger tausend Ampere. Diese finden Anwendung in verschiedensten Bereichen, so in Eisenbahn- und Transporttechnik, Automobilindustrie, Schiffbau, Luftfahrt, Industrietechnik, Telekommunikation, Automation und Robotik, Energieproduktion und -verteilung, Maschinenbau, Mess-, Prüf- und Regeltechnik, Elektronik, Forschung und Entwicklung, Militär, Technische Hochschulen und Labors. Im Bereich Photovoltaik ist Stäubli mit dem Multi-Contact MC4 Stecker inkl. Verkabelungssystemen Marktführer.

## Geschichte

Ehemaliges Unternehmenslogo

Das Unternehmen wurde 1962 durch Rudolf Neidecker gegründet. Als Elektroingenieur widmete sich Neidecker schon zuvor der Entwicklung und Herstellung von elektrischen Steckkontakten sowie Druck-, Gleit- und Sonderkontakten. Ab Ende der 1970er Jahre begann Multi-Contact mit der Gründung von Tochtergesellschaften im Ausland zu expandieren, nebst den Nachbarländern Frankreich, Deutschland, Italien und Österreich auch in Großbritannien, den Benelux-Ländern, den USA und Asien.
Im Jahr 2002 wurde Multi-Contact von Stäubli International übernommen, wo sie seither als Konzerntochter geführt wird. Die in 29 Ländern direkt vertretene Unternehmensgruppe beschäftigt in den drei Bereichen Connectors, Robotics und Textile rund 5500 Mitarbeiter und erwirtschaftete 2016 einen Umsatz von 1.1 Milliarden Schweizer Franken. Am 1. Januar 2017 übernahm Multi-Contact den Markennamen von Stäubli. Zahlreiche Produkte tragen weiterhin den Markennamen Multi-Contact (MC).